# Anders Sunesen

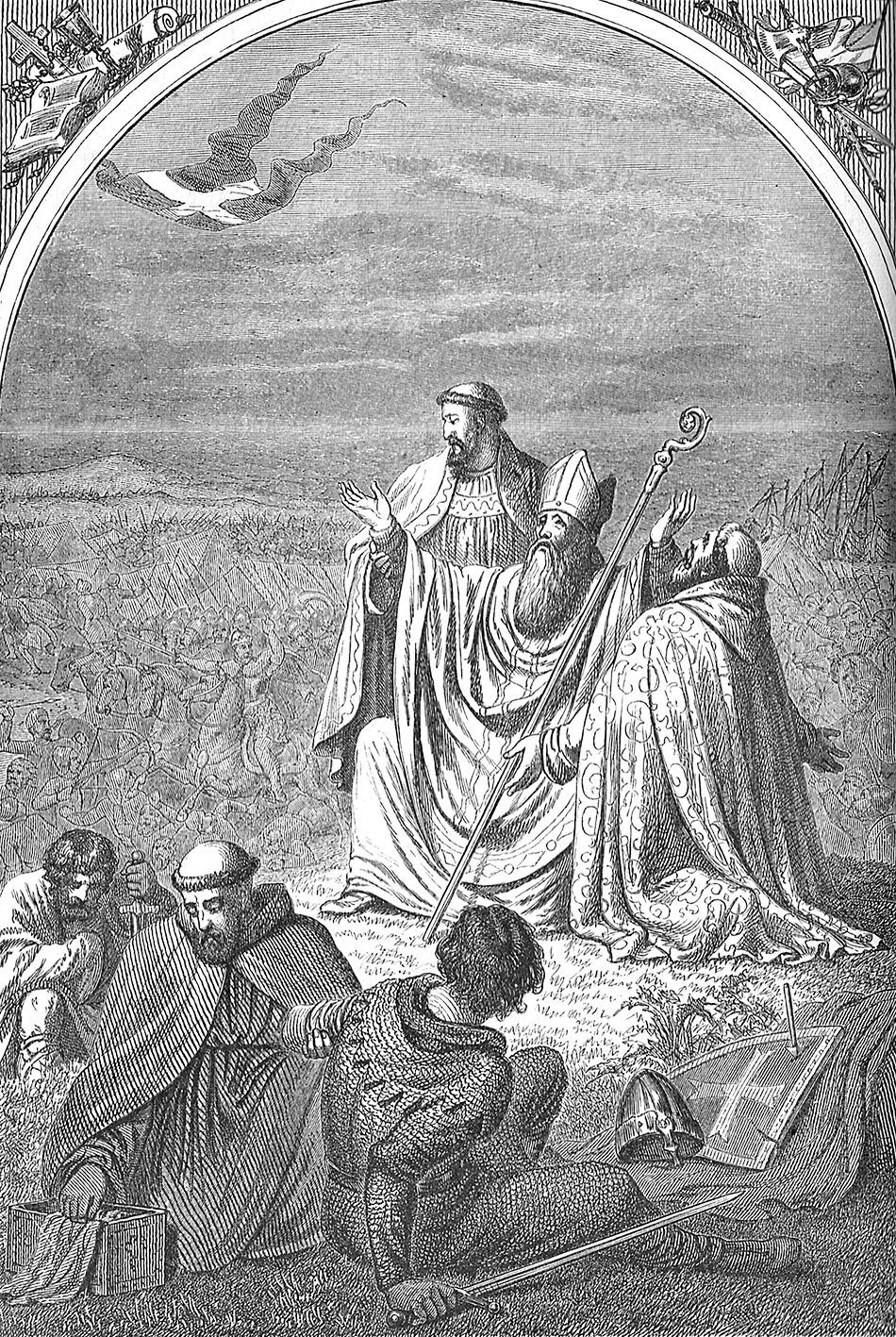
Anders Sunesen in de Slag om Lyndanisse (1219).

Anders Sunesen (± 1167 – 1228) was van 21 maart 1201 tot zijn dood de aartsbisschop van Lund (Skåne län). Hij heeft een Latijnse vertaling gemaakt van de Skånske Lov (de oudste provinciale wet van Denemarken en een van de oudste provinciale wetten van de Noordse landen). Ook probeerde hij gedurende zijn hele leven in de wetgeving een christelijke visie door te voeren.
Ondanks de weerstand die er onder zijn neef en voorganger Absalon geweest was, voerde Sunesen de tiende als belastingvorm door. Ook had hij uitgesproken ideeën over het celibaat, waarvan hij vooral de voordelen zag. Om zijn ideeën over andere de integratie tussen kerk en staat kracht bij te zetten schreef Sunesen een didactisch gedicht, Hexaëmon.
Anders Sunesen had veel gereisd en behoorde tot de religieuze en politieke elite. Hij had in Parijs theologie en filosofie gestudeerd en rechten in Bologna en Oxford. Rond 1200 lobbyde hij bij de paus voor een christelijke kruistocht tegen de Baltische staten. Sunesen kreeg toestemming om in Tallinn (dat destijds door velen Reval werd genoemd) een bisschop te installeren, en in 1219 vergezelde hij koning Waldemar II tijdens een oorlog tegen Estland. Volgens een imperialistische Deense mythe zou tijdens een beslissende veldslag in deze oorlog de vlag van Denemarken aan de hemel zijn verschenen en in de handen van de koning zijn gevallen, op het moment dat Sunesen zijn armen ophief en om een Deense overwinning smeekte.
Sunesen bracht zijn laatste jaren door in het noordoosten van Skåne. Hij stierf op een eilandje in het meer Ivösjön en werd begraven in de Dom van Lund. Volgens sommige bronnen zou Sunesen tijdens zijn laatste dagen aan lepra hebben geleden.